# Waite
Waite – miasto w Stanach Zjednoczonych, w stanie Maine, w hrabstwie Washington.